# Achelata
Achelata (Scholtz e Richter, 1995) (a = prefixo de negação; chelata = quelas) é uma infraordem do grupo dos Decapoda (Crustáceos) que inclui a maior parte das lagostas e possui como característica principal a falta de quelas (garras) nos primeiros quatro pereópodes e a presença de uma larva característica para dispersões a longo prazo, chamada Phyllosoma em seu desenvolvimento. Os animais dessa infraordem, apesar da grande diversidade, são tidos popularmente como lagostas. São exclusivamente marinhos, e encontrados em uma grande variedade de habitats, principalmente dentro da região tropical.
Dentro do grupo Achelata, a relação entre as famílias ainda é um pouco nebulosa, mas pesquisas recentes indicam que se resumem a Scyllaridae (lagostas sapateiras) e um grupo que compreende as duas antigas famílias Palinuridae e Synaxidae, denominado Palinuridae (lagostas espinhosas e de coral) por isso, o nome Synaxidae é colocado entre parênteses no presente texto. O grupo também compreende as duas já extintas famílias Cancrinidae eTricarinidae.
- Palinuridae
- Scyllaridae
- (Synaxidae)

Anteriormente, o grupo era incluído no taxon Palinura.
Alguns autores não concordam com o novo nome, considerando-o um sinônimo júnior de Palinuroidea, mas este clado já é frequentemente citado na literatura.

## Filogenia e taxonomia

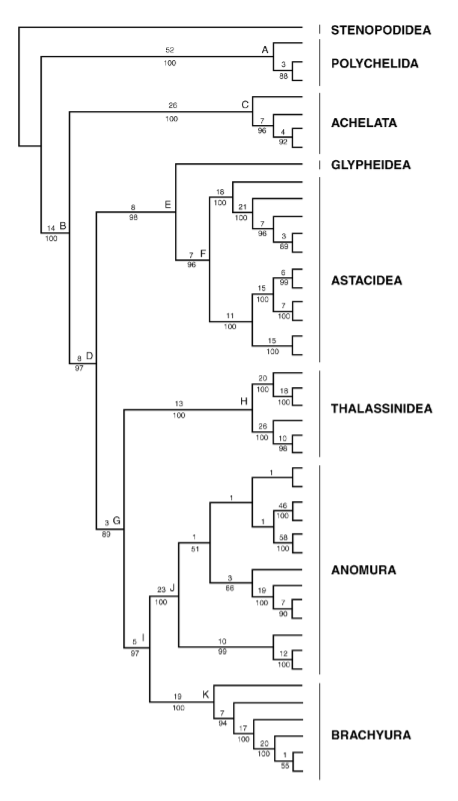
Filogenia de Decapoda

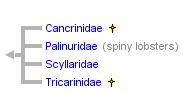
Relações entre grupos dentro de Achelata.

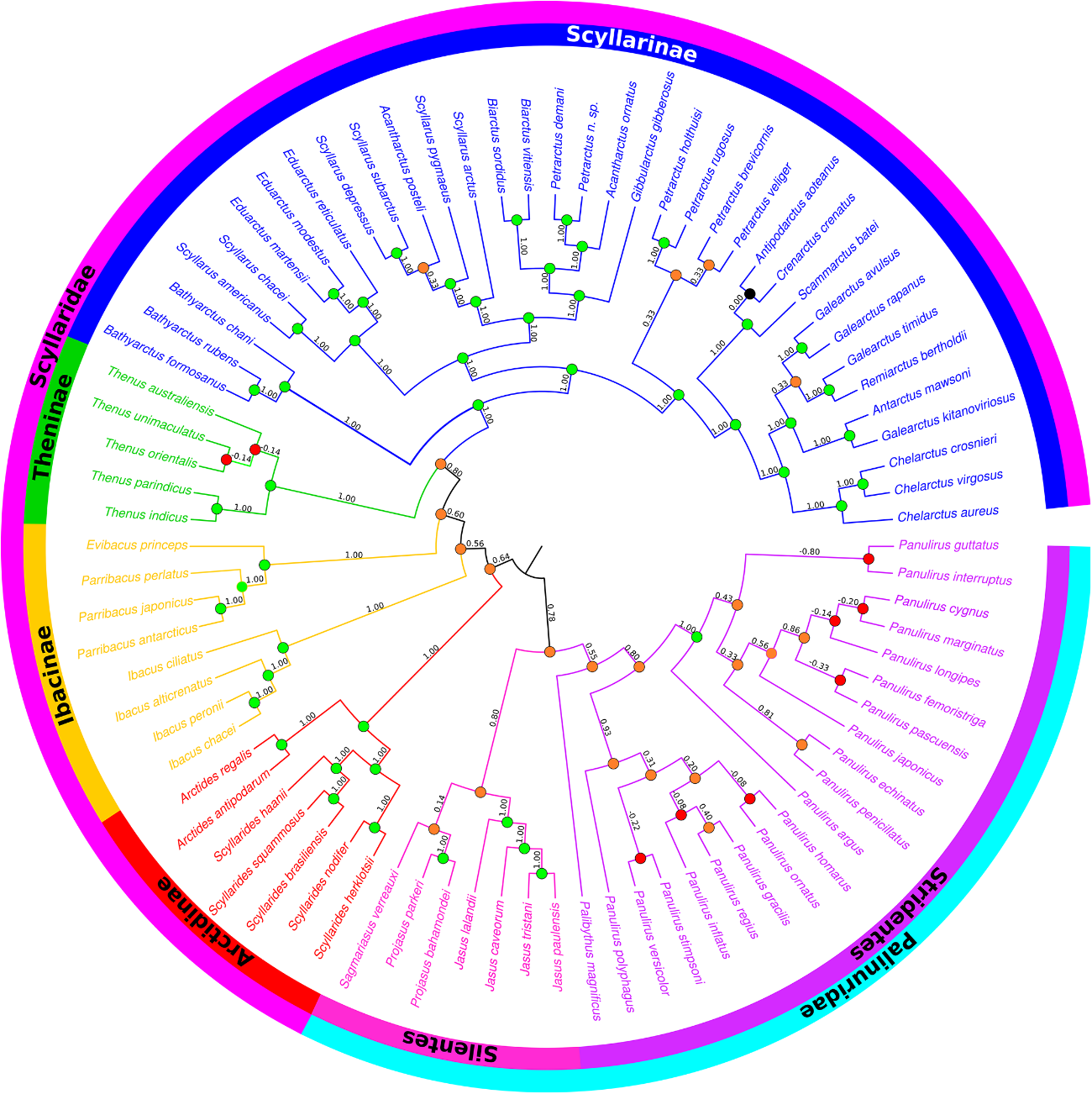
Filogenia de Achelata com base em dados moleculares

O grupo dos Achelata eram antes classificados dentro de uma super família chamada Palinura, que abrigava grupos como Polychelida e Glypheidea, devido à caracteres como redução dos lobos internos da segunda maxila e do primeiro maxilípede. No entanto, a partir de 1995 estudos classificaram Palinura com um grupo parafilético, dividindo-o. Assim, Achelata tornou-se um novo táxon baseado em características morfológicas como a falta de quelas e a presença de larva Phyllosoma em seus representantes. Recentes estudos com base em dados moleculares confirmaram o caráter monofilético de Achelata.
Os Achelata são um grupo muito diversificado dentro dos Decapoda, e são tipicamente classificados em cinco famílias: Palinuridae (lagostas espinhosas), Scyllaridae (lagostas sapateiras) e Synaxidae (lagostas de coral) e as já extintas Cancrinidae e Tricarinidae. É importante ressaltar que, apesar do nome popular lagosta, Achelata não tem relação próxima com Nephropidae (lagostas verdadeiras).
Apesar de ser um grupo monofilético bem consolidado através de dados moleculares e taxonômicos, as relações entre as três famílias constituintes dentro da infraordem são pouco conhecidas e ainda estão sendo decifradas. Pesquisas usando dados moleculares mais recentes e compilações de árvores filogenéticas menores indicam a existência de dois clados majoritários: Scyllaridae e um grupo contendo Palinuridae e Synaxidae. Isso se dá por as evidências moleculares suportarem a hipótese de Palinuridae e Scyllaridae serem famílias legítimas, mas Synaxidae não ter suporte em evidências genéticas, tido então como um grupo polifilético, ou como um sinônimo de Palinuridae, dependendo do autor.

## Morfologia

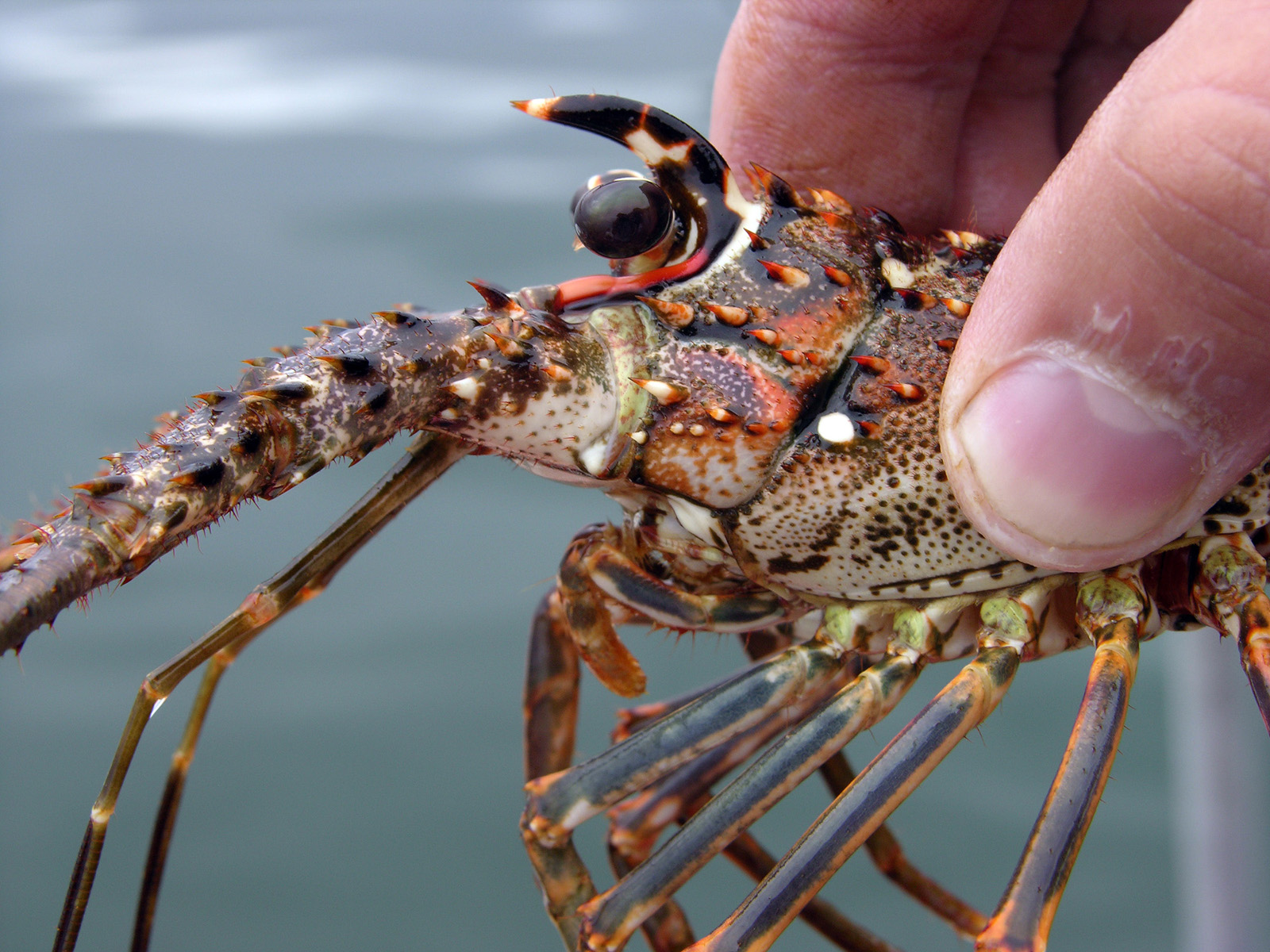
Visão lateral de Panulirus argus, do grupo Paluniridae. Note a ausência de rostro

### Morfologia externa
A principal característica externa de Achelata é a ausência de quela nos pereópodes 1-4, que dá origem ao nome do grupo. Assim como todos os artrópodes, filo no qual estão incluídos os crustáceos, em Achelata há a presença de um esqueleto externo (o exoesqueleto) recobrindo todo o corpo.
Os animais desse grupo possuem uma carapaça grossa recobrindo a cabeça e o tórax, que pode ser cilíndrica (no caso de Palinuridae) ou achatada dorsoventralmente (no caso de Scyllaridae). Não há presença de rostro proeminente.
As duas famílias atuais são de fácil reconhecimento com base no formato geral: os Palinuridae são lagostas cilindricas e largas, enquanto as Scyllaridae são achatadas e com um “nariz em forma de pá”

#### Exoesqueleto
O exoesqueleto das lagostas é o segmento cuticular do integumento. Ele é feito de quatro camadas, sendo as três mais externas (epicutícula, exocutícula e endocutícula) calcificadas, formando uma estrutura rígida. A quarta membrana, que é mais interna, não é calcificada.

#### Tagmose
Como todos os Malacostraca, existem 5 segmentos cefálicos e 8 torácicos, que são fundidos para formar o cefalotórax coberto pela carapaça em forma de escudo. Todos os segmentos possuem apêndices e podem ser identificados através dos mesmos. A ordem dos apêndices, começando pelo eixo anterior, é: primeira antena, segunda antena, mandíbulas, primeira maxila e segunda maxila. Os oito segmentos torácicos contêm, em ordem, o primeiro, segundo e terceiro maxilípedes e depois 5 pares de pereópodes (pernas para locomoção). Os últimos seis segmentos caracterizam o abdômen ou cauda.  Os cinco primeiros segmentos abdominais contêm pleópodes birrêmicos e pareados. O télson (segmento não verdadeiro) forma a porção central do poderoso leque caudal, mas não carrega nenhum apêndice. A musculatura poderosa do abdômen e os aspectos de forma de lâmina do leque caudal são adaptações para a natação de escape reversa, comum para todas as lagostas.

#### Cefalotórax
No cefalotórax, que é a união entre os segmentos cefálicos e torácicos, primeira antena possui flagelos (flagella) relativamente curtos e assimétricos, com pedúnculo alongado. Os flagela são torcidos em volta um do outro. Os quimiorreceptores (aesthetascs sensilla) no flagelo espesso exterior são concentrados em apenas um lado, semelhante à uma escova. Esse tipo de antena é encontrado na maioria das espécies de Achelata. Apenas em um gênero, Panulirus, as primeiras antenas possuem flagelos simétricos e longos. No entanto, essa característica é considerada derivada do grupo Achelata, portanto o tipo de antena com flagelos curtos e assimétricos é considerado uma plesiomorfia.
Os primeiros apêndices das antenas esquerda e direita são fundidos medialmente um ao outro, com o epístoma e lateralmente com a carapaça. Essa característica é combinada com a localização posteriores das glândulas da antena. Na característica plesiomórfica  dos Decapoda (grupo dentro do qual Achelata se encontra), a coxa da segunda antena é separada e não há fusão do epístoma com a margem da carapaça.
Em achelata, nenhum pereópode possui quelas (garras), exceto por uma pequena quela de adorno no quinto pereópode nas fêmeas. Apenas machos do gênero Justitia possuem subquelas largas nos primeiros pereópodes, mas como esse fenômeno é restrito a esse gênero, é mais provável que isso seja uma apomorfia (característica exclusiva) de Justitia, e que a falta de quelas é um caráter plesiomórfico para Achelata.

#### Abdômen
O abdômen é bem desenvolvido e muscular, não sendo encontradas pleuras abdominais. Pode-se identificar a presença de télson arredondado e de urópodes, que auxiliam na natação de escape reversa.
A porção distal do leque caudal é mole e não-calcificada, em contraste com outros Decápodes, onde é inteira calcificada.
Uma estrutura semelhante a uma protuberância, posicionada acima da coxa do quinto pereópode, conecta o oitavo segmento torácico com a margem posterior da carapaça. A ausência dessa protuberância nos Decapoda pode ser considerada uma característica plesiomórfica, o que faz com que a existência dela em Achelata seja exclusiva.

### Morfologia interna e fisiologia

#### Sistema nervoso e sensorial
Os sistemas sensoriais das lagostas são temas muito recorrentes na literatura e, provavelmente, os aspecto mais estudados em relação a esses animais. As lagostas são usadas como sistema modelo devido à acessibilidade do sistema nervoso, dureza de suas estruturas e a facilidade de obtenção de exemplares.

#### Visão
Lagostas possuem o olho composto, típico dos crustáceos, composto por milhares de unidades quadradas, chamadas omatídeos. cada omatídeo consiste em um cone externo, um cone cristalino e um abdomo, que é contornado por células da retínula. Ao redor de cada uma das células da retínula, há uma camada de células de pigmento que se movem proximal ou distalmente, de acordo com a intensidade luminosa. Os olhos das lagostas são do tipo de superposição, tipicamente encontrados em artrópodes de hábitos noturnos ou de mar profundo. Olhos de superposição permitem o foco dos vários raios de luz, que entram pelas múltiplas facetas dos olhos compostos, em apenas um ponto na retina, aumentando significativamente a imagem em condições de pouca luz. Uma característica dos olhos de superposição é a presença de uma zona clara entre os elementos ópticos e a retina, causada por uma separação entre o cone cristalino e o abdomo. Por outro lado, os olhos de aposição são encontrados em artrópodes que vivem em ambientes de alta intensidade luminosa. Nesses artrópodes, nao há zona clara, mas sim o alongamento das células da retínula até o cone cristalino e cada omatídeo passa a atuar como uma unidade separada de captação de luz. Já foi demonstrado que espécies, como Panulirus cygnus, possuem olhos de aposição no estágio larval, mas mudam para o tipo de superposição nas lagostas juvenis. Os olhos de superposição dos crustáceos diferem dos olhos de superposição dos insetos pois formam imagem na retina a partir do reflexo dos raios de luz em superfícies semelhantes a espelhos, que se encontram ao lado dos omatídeos, enquanto que os insetos usam um sistema de refração.

#### Quimiorrecepção
As habilidades quimiorreceptoras das lagostas são bem conhecidas por meio de estudos de comportamento , variando desde experimentos de pescadores em busca de melhores iscas até testes laboratoriais controlados com a presença isolada de diferentes aminoácidos. Tudo indica a capacidade que a lagosta possui de diferenciar diferentes odores, sendo que os mais estimulantes são aqueles constituídos por muitos químicos. Os sítios de recepção são órgãos capilares que se projeta pela superfície cuticular encontrada nas antenas 1, antênulas, partes da boca e dáctilos das pernas caminhantes. De maneira geral, as antênulas são responsáveis pela quimiorrecepção de longa distância, com baixas concentrações de químicos, enquanto que as partes da boca e pernas identificam concentrações maiores e respondem fortemente ao contato com os químicos. Em Panulirus argus, as substâncias de baixo peso molecular são reconhecidas por filamentos laterais. Grande parte dessa resposta aparenta ser causada por aminoácidos.

#### Mecanorrecepção
Além dos óbvios e bem desenvolvidos sentidos de quimiorrecepção e visão, as lagostas também são capazes de perceber o ambiente ao redor de maneira eficaz por meio do toque. Os mecanorreceptores contribuem com informações sobre gravidade, vibrações e posição dos membros. A maioria desses sentidos é mediada por órgãos capilares da cutícula, que são pequenas projeções da cutícula enervadas por uma ou duas células nervosas bipolares.
Receptores táteis são distribuídos por toda a superfície do corpo das lagostas. Esses receptores possuem muitas formas mas, geralmente, variam entre formato capilar ou de bastão, as vezes com uma aparência de leque e alguns parecem estar inseridos na cutícula através de um soquete circular. Esses órgãos geram estímulos a partir do deslocamento de objetos se movendo sobre eles ou sobre correntes de água. Alguns receptores estão inseridos diretamente em sulcos assimétricos na cutícula e respondem apenas a movimentos ao longo deste eixo de assimetria.
Lagostas mantém sua orientação em relação a gravidade e detectam a aceleração por meio da posição dos estatocistos nos segmentos basal das antenas um. O estatocisto é uma dobra da superfície da cutícula que forma uma cavidade, quase que completamente anexa, forrada por capilares mecanorreceptores. Dentro dessa cavidade há um estatólito, que é composto por um aglomerado de grãos. Este estatólito se move pela ação da gravidade ou aceleração, estimulando diferentes mecanorreceptores que forram o estatocisto, gerando a percepção de diferentes acelerações e orientação da lagosta em relação à gravidade. Conhecimento sobre posições dos membros e feedback sobre a posição dos membros é muito importante para a locomoção e mantimento da postura. Existem tanto receptores internos quanto externos que informam sobre posição e movimento.

#### Circulação e sangue
O sistema circulatório de lagostas consiste em um coração muscular suspenso no seio pericárdico por três ligamentos elásticos, artérias de paredes finas que levam o sangue do coração ao corpo e uma série de canais irregulares que se desenvolvem a partir da primeira cavidade corporal, que conduzem o sangue em direção ao coração e às brânquias. O sangue entra no coração do seio pericárdico através de três pares de fendas valvuladas e sai por cinco artérias anteriores e duas posteriores.
Após passar pelos tecidos, o sangue se acumula nos seios e é carregado até o seio externo, localizado no tórax. Do seio externo, o sangue passa pelas brânquias, onde ocorrem as trocas gasosas, e então volta ao seio pericárdico. O volume do sangue é variado, mas geralmente representa em torno de 20% do peso do animal. O pigmento responsável pelo armazenamento e carregamento do oxigênio no sangue é a hemocianina, que possui cobre em sua composição, causando uma coloração azulada no sangue das lagostas.

#### Excreção
As excretas nitrogenadas são excretadas pelas brânquias, intestino e, em menor quantidade, pelas antenas ou "glândulas verdes". A amônia é a principal excreta nitrogenada, chegando a compor 72% de todo o nitrogênio excretado em Jasus edwardsii. Quando examinada separadamente, a urina de J. edwardsii tinha apenas 21% de todo nitrogênio em forma de ureia, amônia e compostos amínicos, sendo o restante não identificado e a contribuição das antenas na excreção de nitrogênio era baixa: apenas 11%. Assume-se que os estudos nessa espécie possam ser generalizados para as demais espécies de lagostas.

#### Respiração
Nas lagostas, as guelras são o principal órgão no processo de retirar oxigênio da água. Os pleópodes atuam de maneira mais discreta na respiração, retirando apenas 3% de todo o oxigênio necessário. As guelras se estendem para dentro das cavidades branquiais dos maxilípedes e pereópodes. Elas são do tipo tricobânquia, possuindo muitos túbulos em toda a superfície do eixo. A taxa de consumo de oxigênio está correlacionada com temperatura, grau de aglomeração, alimentação e tamanho do animal, mas não com a concentração de oxigênio na água. O grau de aglomeração de espécimes parece influenciar no consumo de oxigênio pois está relacionado à taxa de locomoção, aumentando o gasto energético e exigindo mais oxigênio. O tamanho do animal é refletido pela taxa de respiração, sendo que animais menores consomem mais oxigênio por unidade de peso que animais maiores.

## Reprodução
A maturidade sexual depende da espécie e da temperatura da localidade que habita. Na fase adulta, movimentos migratórios sazonais para a costa e para alto mar estão associados à ecdise e procriação, sendo que o acasalamento ocorre, geralmente, em locais profundos e afastados da costa, após a ecdise da fêmea. No geral, há dimorfismo sexual, com os machos possuindo maior tamanho que as fêmeas, e um par de pereópodes alongados. O acasalamento é pouco descrito: em algumas espécies, ocorre logo após a muda, mas em outras os eventos são totalmente separados.
A fertilização é externa,  ocorrendo após a deposição do espermatóforo do macho no esterno da fêmea, que começa a se desintegrar ou é rompido com o auxílio da quela pequena presente no quinto pereópodo. Os ovos são então liberados, fecundados e fixados nos pleópodos, onde serão incubados.

## Desenvolvimento

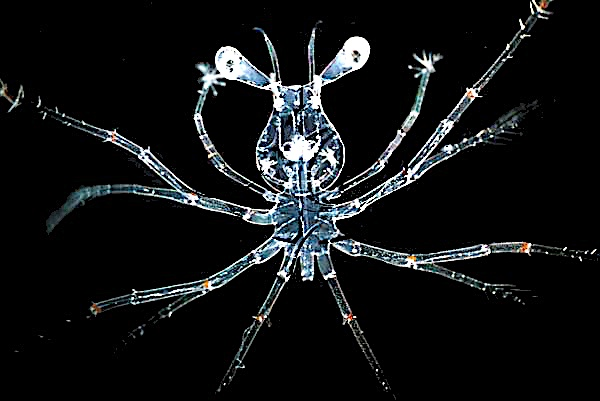
Larva de phyllosoma

Os Achelata são caracterizados pelo filossoma (ou phyllosoma), uma fase larval adaptada para dispersões através de um longo período de tempo. Na maioria das espécies, a eclosão dos ovos libera essas larvas filossoma: uma larva planctônica, transparente que possui todos os apêndices cefálicos e tem longa duração, podendo ser rapidamente transportada pelas correntes marítimas, se desenvolvendo em águas oceânicas. Esse tipo de larva é caracterizado por uma carapaça achatada em forma de folha que não ocorre fora dos Achelata.
O primeiro estágio de phyllosoma é pequeno, com menos de 2mm de comprimento, sendo quase transparente. No último estágio, a larva mede cerca de 35 mm de comprimento.

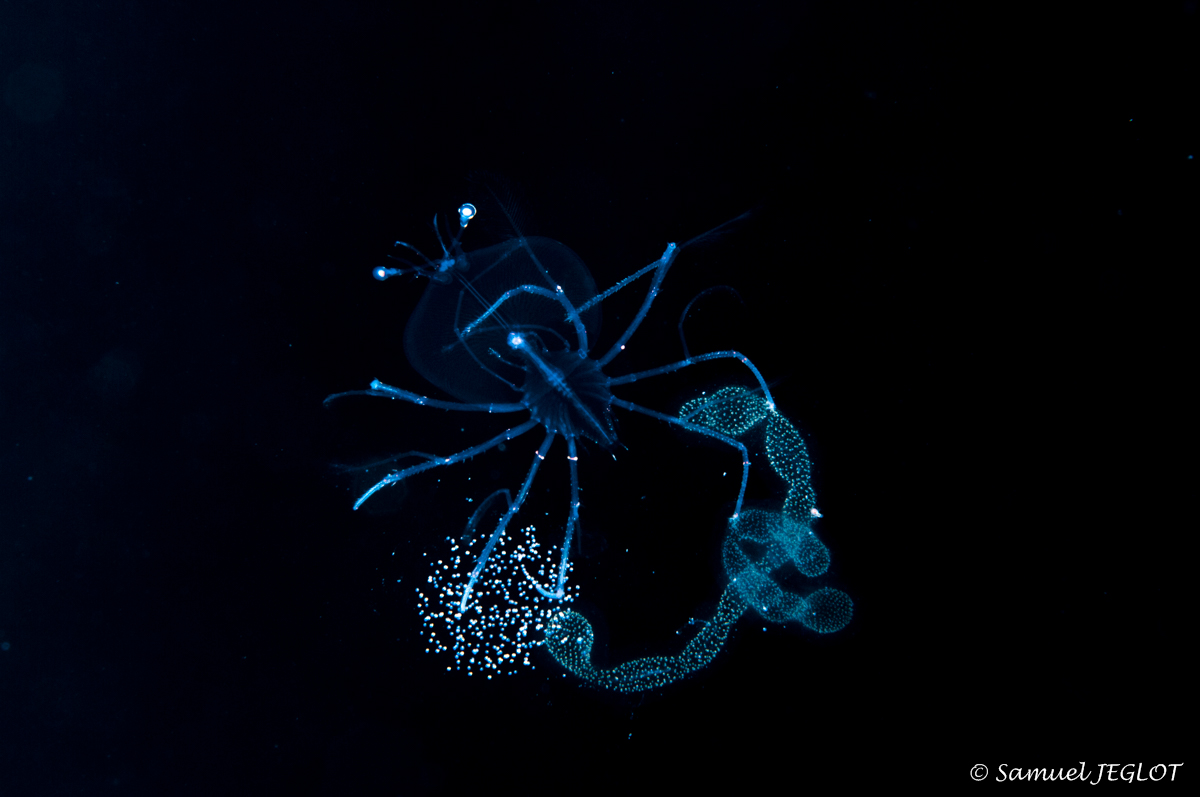
Phyllosoma de Scyllaridae

Depois de passar diversos meses flutuando nas águas oceânicas para completar seu desenvolvimento, o último estágio larval de lagostas sofre metamorfose para um novo estágio planctônico chamado puerulus. O puerulus é o estágio transicional do estágio planctônico para o estágio bentônico larval. Quase transparente, é inicialmente um nadador ativo até se assentar em regiões de águas rasas de corais costeiros ou áreas de lagoa. Depois do assentamento, o puerulus finalmente sofre a metamorfose para um estado juvenil semelhante ao adulto transformando-se em uma pequena e pigmentada lagosta, bastante similar ao adulto, mas não idêntica. Mesmo sendo um estágio-chave para o recrutamento de populações parentais, o estágio de puerulus ainda permanece desconhecido para vários gêneros como Palinustus, Linuparus, Justitia, Puerulus e Palibythus.
O estágio larval dos Achelata é tão diferente dos adultos e das larvas de outros crustáceos que foram originalmente confundidos com indivíduos adultos. Foi apenas nos meados de 1900 que se descobriu que eram formas larvais de lagostas. As larvas passam por diversas metamorfoses e permanecem no estado de phyllosoma por cerca de 13 meses.
Em algumas espécies, no entanto, a eclosão dos ovos libera uma larva naupliosoma, que possui apenas os 3 primeiros apêndices cefálicos e tem curta duração.
Naupliossoma é um tipo de larva com a morfologia intermediária entre nauplios e phyllosoma, e rapidamente se transforma em um phyllosoma em estado primário. O status desse tipo de larva é incerto: enquanto pode representar um estágio intermediário extra, pode alternativamente ser uma larva chocada prematuramente, pertencendo a um dos estágios normais de ocorrência após a eclosão do ovo.

## Comportamento

### Produção de som
Alguns grupos dentro de Achelata como Panilirus, Palinurus, Justitia, Palinustus, Linuparus e Puerulus são capazes de produzir sons de baixa frequência. Hipóteses supõe que o som possui função de comunicação, mas não há suficiente informação para confirmar a hipótese. Esses grupos possuem uma estrutura localizada na base da segunda antena chamada plectro (fuciona como uma palheta), que ao ser friccionada contra uma estrutura “dentada”, com diversas elevações, produz o som, que é amplificado por  uma câmara de ressonância logo abaixo do plectro.

### Coloração

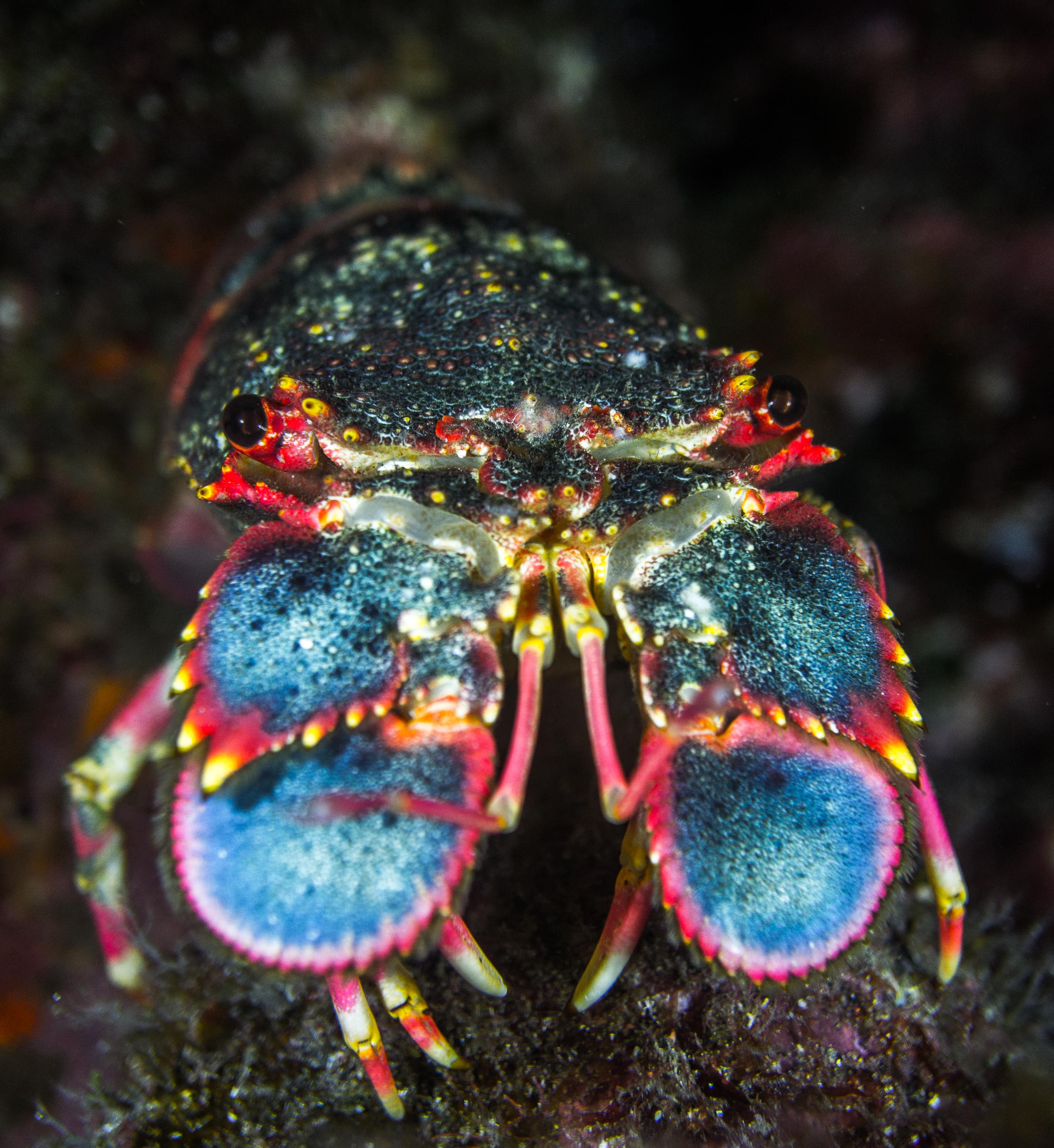
Exemplos da coloração vívida e brilhante de um Scyllaridae

As cores características de lagostas ocorrem devido a presença de carotenoides na camada pigmentosa bem abaixo da epicutícula do exoesqueleto. Algumas das lagostas espinhosas (Palinuridae) estão entre os padrões mais vivos e brilhantes de cores no mar. A espécie P. versicolor, por exemplo, pode apresentar padrões de cores verdes, brancas, pretas, amarelas e rosas, distribuídas em linhas, bandas e listras. As variações de cores normalmente possuem uma base genética, mas alguns padrões são decorrentes dos hábitos alimentares desses animais. Diversas espécies do grupo dos Palinuridae possuem marcas brilhantes na porção dorsal do abdômen. Apesar de muito admirados, essa coloração é quase impossível de ser notada, pois muitas dessas lagostas passam boa parte do tempo em seus abrigos, saindo apenas para se alimentarem em períodos noturnos, ou para migrarem para outras áreas.  

## Ecologia, distribuição e habitat
Achelata vivem em recifes de corais, áreas rochosas ou outras proteções oferecidas pelo habitat. No entanto, alguns gêneros como Palinustus, Justitia, Linuparus e Puerulus são encontrados principalmente em águas profundas, em profundidades maiores de 400 m.

### Distribuição
As lagostas de Achelata são encontradas em quase qualquer ambiente marinho. No sul, três espécies de Palinurus são as lagostas mais abundantes nas regiões de águas quentes no leste do atlântico, e uma espécie comumente conhecida como “lagosta” nas águas equatoriais da costa oeste da África é também do gênero Palinurus. Ainda no hemisfério sul, o gênero Jasus, que pertence a Palinurus, domina as águas de plataforma continental da região temperada, cada uma das sete espécies desse gênero ocupando o nicho de lagostas de suas respectivas regiões geograficamente separadas.

### Ecologia
Os predadores de lagostas são normalmente habitantes de fundo ou de recifes de corais, e pode-se citar tubarões, raias, polvos, peixes e caranguejos. As lagostas maiores e de carapaças mais duras são normalmente imunes à predação.
Dentro de um gênero, cada espécie tem suas exigências ambientais particulares, habitando diferentes regiões de uma mesma área simpátrica. Em um mesmo local, podem ser descritos diversos habitats para cada espécie, levando em conta temperatura, escoamento terrestre e movimento da água.

### Habitat

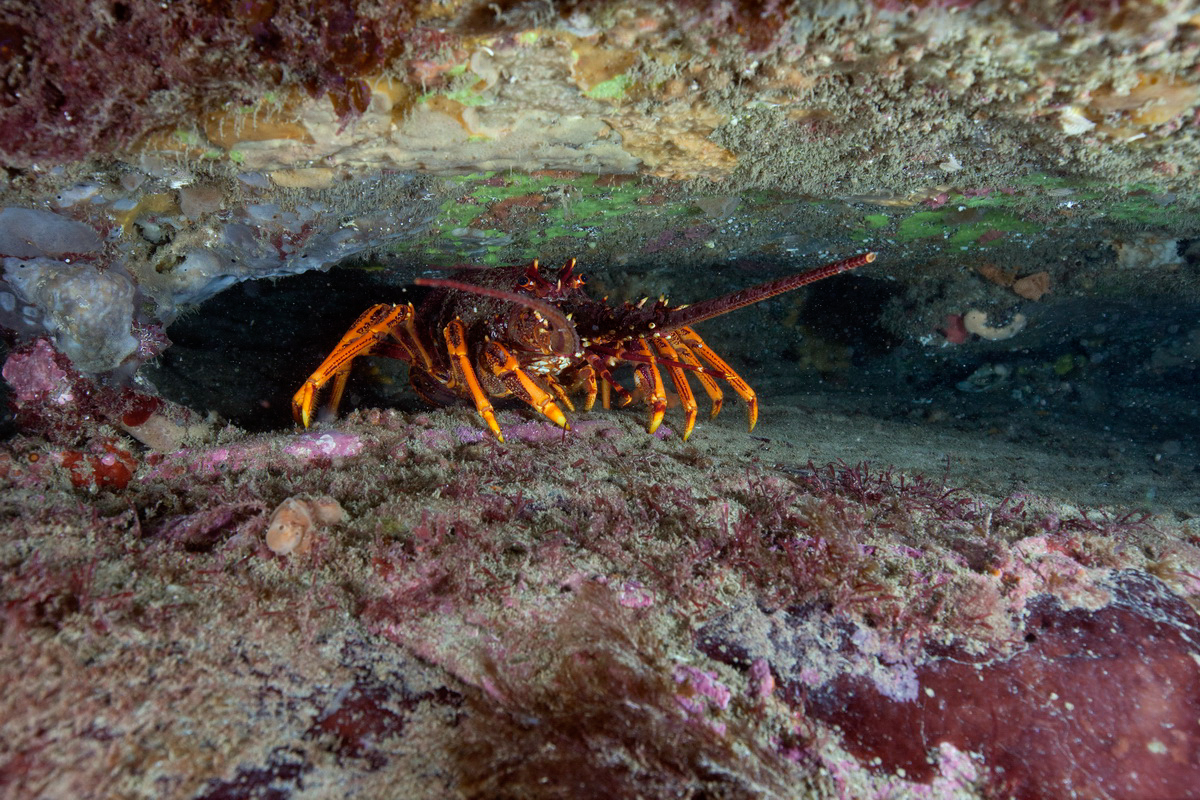
Lagosta Jasus edwardsii, do grupo Palinuridae em sua toca.

Em relação ao ambiente em que vivem, são encontradas em diferentes substratos, desde que forneçam tocas ou fendas para que o animal possa se proteger de predadores, luz, ou outras condições adversas . Muitas lagostas sapateiras são encontradas em substratos macios, mas há também um grande número encontrado em substratos rochosos. Uma possibilidade é que algumas características que se acreditava serem usadas para se enterrar em substratos macios, como a antena achatada e lateral da carapaça, na verdade podem fornecer proteção, por ajudar o animal a se esconder nas rochas.
Quanto à zonação de profundidade, elas são encontradas desde em águas rasas e recifes de corais até profundidades de 400m. Isso depende da espécie e do local em questão. Um bom exemplo são as lagostas espinhosas de Durban, na África do Sul. Palinurus gilchristi é o crustáceo dominante na faixa de profundidade de 110 a 150m. Já em águas mais rasas de recifes de corais até aproximadamente 20m, predominam outras espécies de Palinurus, como P. homarus rubellus.

#### Temperatura
No geral, ocupam áreas com temperatura de 5° a 30 °C. O gênero Palinurus ocupa quase exclusivamente as regiões mais quentes (20°-30 °C), enquanto outros gêneros, como Jasus e Linuparus, ocupam preferencialmente as regiões de 10° a 20 °C, e apesar de se tratar da mesma faixa de temperatura, elas normalmente ocupam diferentes latitudes e profundidades. Nas regiões mais frias, os gêneros mais primitivos, Projasus e Puerulus, são dominantes, também apresentando separação espacial entre si.

## Importância econômica
As espécies de Achelata são pescadas em todo o mundo, como na América do Norte, do Sul e Central, África, e Austrália, e possuem grande valor econômico. Há registros de pesqueiras obtendo um rendimento anual de 74817 toneladas de diversas espécies do gênero Palinurus e Jasus. A maioria das espécies apresenta sinais de superexploração, o que prejudica a atuação das pesqueiras, trazendo prejuízos econômicos.
Muitas espécies de Achelata possuem uma grande importância comercial ao longo da costa leste africana. A pesca dessas lagostas é muito importante localmente nessas regiões, especialmente em hotéis turísticos e restaurantes.

As lagostas espinhosas da espécie Panulirus agus constituem o tipo de pesca mais importante do Caribe, com uma contagem de cerca de 42000 toneladas. Alguns estudos mostram que a pesca excessiva pode estar causando uma superexploração dos estoques de lagostas, sendo assim ecologicamente prejudicial.